# Castanheira (Mato Grosso)
Castanheira é um município brasileiro do estado de Mato Grosso  Localiza-se a uma latitude 11º07'57" sul e a uma longitude 58º36'09" oeste, estando a uma altitude de 400 metros Sua população, segundo estimativa do IBGE de 2020, era de 8 749 habitantes.
Possui uma área de 3789,94 km².

## Etimologia
A denominação atual do município foi sugerida pelo engenheiro Hilton Campos, responsável pelo Projeto Juína. A origem da denominação do município pode ser atribuída ao nome popular do castanheiro ou castanha-do-pará, árvore muito comum na região. É a mais alta das árvores da região e seu fruto é bastante apreciado.
À época da construção da cidade, Hilton Campos se deparou com um exemplar dessa árvore no meio do traçado planejado. Quando questionado se a árvore deveria ser corrtada, negou e resolveu contorná-la, tornando a castanheira símbolo da cidade e ponto histórico desta. Somado a esse episódio, haviam muitas outras castanheiras na região, o que teria motivado o engenheiro a nomear o local como Castanheira.

## História
O local onde hoje se encontra o município de Castanheira era uma rota de passagem para Juína, Aripuanã, Juruena e Cotriguaçu. Mais tarde este local foi cortado pela rodovia AR-1, de implantação da Codemat, que se tornou a principal artéria regional. Esta via foi aberta sob o comando do engenheiro Hilton Campos. Assim, era criada a primeira construção do município, o escritório da Codemat.
O município de Castanheira foi criado em 04 de julho de 1988, pela Lei Estadual nº 5.320.

## Símbolos

### Bandeira
Em 23 de maio de 1989, foi realizado no município um concurso entre alunos dos anos iniciais do Ensino Fundamental para a escolha de uma bandeira que melhor representasse o município recém-criado. A bandeira de Ângela Maria Trindade, da 2ª série “E” da Escola Maria Quitéria foi escolhida.
Segundo a descrição oficial, seu retângulo em cor verde, representa o valor das matas tanto para o município como para o país. O triângulo marrom, representa o solo fértil e também o ponto estratégico do município em relação aos seus vizinhos. A estrela representa a grandeza do município diante do Estado do Mato Grosso, sendo escolhida a estrela Spica de Alfa, da constelação de Virgem, de quarta grandeza. Já a faixa esboça o azul do céu do município. Por fim, uma castanheira ocupa o lugar central da panteira, com fins de homenagear e fazer referência a uma das riquezas nativas da região, e, da qual originou-se o nome do município.

## Últimos prefeitos eleitos
| Ano  | Prefeito | Partido | Votos | %     | Ref    |
| ---- | -------- | ------- | ----- | ----- | ------ |
| 2004 | Genes    | PPS     | 2.644 | 62,02 | [ 9 ]  |
| 2008 | Dega     | PP      | 1.902 | 44,34 | [ 10 ] |
| 2012 | Mabel    | PT      | 2.410 | 53,25 | [ 11 ] |
| 2016 | Mabel    | PT      | 2.690 | 60,60 | [ 12 ] |
| 2020 | Juninho  | PT      | 3.158 | 100   | [ 13 ] |